# Aleksej Pechov
Aleksej Joerjevitsj Pechov  (Russisch: Алексей Юрьевич Пехов) (Moskou, 30 maart 1978) is een Russische schrijver van epische fantasy. Hij is vooral bekend geworden met The Chronicles of Siala, waarvan alle 3 de delen, Shadow Prowler - Shadow Chaser en Shadow Blizzard ondertussen zijn verschenen. 

## Jeugd
Pechov studeerde medicijnen aan de Moscow State Medical University en liep stage bij het Central Science Institute van het Ministerie van Gezondheid in Rusland. Hij is gespecialiseerd in orthodontie. Hij is getrouwd met Elena Boechkova, een journaliste en schrijfster van sciencefiction. Samen hebben ze enkele boeken geschreven. 
Pechov debuteerde in 2002 met Shadow Prowler, het eerste deel in de serie De Kronieken van Siala, toen uitgegeven onder de naam Stealth in the Shadows. Hij ontving hiervoor de Best Debut in the Adventure and Fantasy Genre van de Russische uitgeverij The Sword Without a Name. In datzelfde jaar ontving hij ook de Silver Kaduzei, de grootste eer voor een professionele schrijver. Tegenwoordig zijn de boeken van Pehov de populairste in het fantasygenre in Rusland. Pehov wordt ook weleens 'de Russische Tolkien' genoemd.